# Yanagisawa Yoshiyasu

Yotsu-hanabishi ou
hanabishi du Yanagisawa,
le mon du clan Yanagisawa.

Yanagisawa Yoshiyasu est un nom japonais traditionnel ; le nom de famille (ou le nom d'école), Yanagisawa, précède donc le prénom (ou le nom d'artiste).
Yanagisawa Yoshiyasu (柳沢 吉保, 31 décembre 1658-8 décembre 1714) est un samouraï de l'époque d'Edo. Il est dignitaire du shogunat Tokugawa et un favori de Tokugawa Tsunayoshi, le cinquième shogun.

## Carrière
Dès son jeune âge, Yoshiyasu sert Tsunayoshi puis devient son wakashu et finalement accède à la position de soba yōnin. il est daimyo du domaine de Kawagoe puis ultérieurement du domaine de Kōfu. Il se retire en 1709. Ayant déjà été nommé Yasuakira, il reçoit un kanji du nom du shogun puis se fait appeler Yoshiyasu. Il construit le jardin japonais traditionnel Rikugi-en en 1695.
De façon générale, Yanagisawa est tristement célèbre pour avoir aidé, soutenu et encouragé Tokugawa Tsunayoshi dans ses déviances gouvernementales et avoir souvent reçu la visite du shogun. 
Si au début, Tsunayoshi — dont les aptitudes comme érudit sont inversement proportionnelles à ses capacités guerrières — est un despote relativement éclairé sous l'égide de Hotta Masatoshi, il se transforme assez rapidement en despote tout court, peu après que Yanagisawa a pris le relais comme conseiller principal. Ainsi la loi sur la protection des chiens, qui s'étend bientôt à d'autres animaux : bétail, oiseaux, insectes et même poissons (l'une des principales et traditionnelles sources de nourriture du Japon de l'époque, avec le riz) de nombreuses personnes ont été emprisonnées ou exilées, considérées à l'époque comme une sentence sévère d'un degré inférieur à peine de mort[pas clair]. Il était même interdit de se défendre contre des chiens errants et il était possible d'être puni pour s'en être pris à une mouche. Les shoguns Tokugawa avaient également la fâcheuse tendance d'abolir les han de quiconque faisait mine de leur résister… au sens large. Mais Tsunayoshi a largement battu tous les records : plus de quarante daimyos condamnés au suicide et des dizaines de milliers de personnes, samouraïs et paysans, ayant perdu leurs emplois.
Dans le même temps, Yanagisawa Yoshiyasu s'enrichit considérablement de tous ces abus, où il puisa l'argent pour construire le jardin de Rikugi-en. C'est ainsi qu'il est amené à jouer un rôle central dans l'histoire des 47 rōnin.

## Référence culturelle
Yanagisawa apparaît dans la plupart des romans de l'écrivaine américaine Laura Joh Rowland (en) dont l'action se situe durant l'ère Genroku comme antagoniste de Sano Ichiro, principal personnage des récits. La chronologie de Rowland diffère de l'histoire véritable en faisant exiler Yanagisawa en disgrâce en 1694 puis le faisant remplacer par Sano en tant que conseiller en chef de Tsunayoshi. Puis elle le fait rentrer d'exil plus tard dans la série. D'autres détails de la vie de Yanagisawa, cependant, sont dépeints de façon assez précise, y compris sa relation avec le shogun.

## Source de la traduction
- (en) Cet article est partiellement ou en totalité issu de l’article de Wikipédia en anglais intitulé « Yanagisawa Yoshiyasu » (voir la liste des auteurs).